# John Pople
John Anthony Pople, född 31 oktober 1925 i Burnham-on-Sea, Somerset, död 15 mars 2004 i Sarasota, Sarasota County, Florida, var en engelsk kemist och nobelpristagare i kemi år 1998. Han tilldelades priset för sin "utveckling av kvantkemisk beräkningsmetodik". Han delade priset med amerikanen Walter Kohn.
Han blev Ph.D. i matematik i Cambridge, England, 1951. År 1964 blev han professor i kemisk fysik vid Carnegie-Mellon University, Pittsburgh, USA och vidare professor i kemi vid Northwestern University, USA 1986, där han verkade fram till sin död.
Kemisterna har sedan länge sökt efter metoder för att kunna förstå hur bindningen mellan atomerna i molekyler fungerar. Kvantmekanikens framväxt inom fysiken, öppnade nya möjligheter, men tillämpningarna inom kemin var inte lika framgångsrika, därför att matematiken blev för komplicerad för så stora system som molekyler. När datorer började användas för beräkningarna på 60- och 70-talen tog utvecklingen av kvantkemin fart igen.
John Pople belönades för att ha utvecklat beräkningsmetoder, som gör det möjligt att teoretiskt studera molekyler, deras egenskaper och hur de samverkar i kemiska reaktioner. Dessa metoder utgår från kvantmekanikens grundläggande lagar. Pople gjorde sina beräkningsmetoder lättillgängliga för forskarna genom att konstruera ett datorprogram, GAUSSIAN. Dess första version publicerades 1970. Programmet har sedan dess utvecklats vidare och används idag av tusentals kemister vid universitet och industri runt om i världen.
Pople tilldelades 1988 Davymedaljen och 1992 Wolfpriset i kemi. År 2002 erhöll han Royal Societys Copleymedalj.